# Nothybus triguttatus
Nothybus triguttatus är en tvåvingeart som beskrevs av Mario Bezzi 1916. Nothybus triguttatus ingår i släktet Nothybus och familjen Nothybidae.
Artens utbredningsområde är Filippinerna. Inga underarter finns listade i Catalogue of Life.